# Cardington (Shropshire)
Cardington – wieś w Anglii, w hrabstwie Shropshire. Leży 18 km na południe od miasta Shrewsbury i 213 km na północny zachód od Londynu.